# Шевчукевич Опанас Євгенович
Опанас Євгенович Шевчукевич (* 17 березня 1902, село Виженка, тепер Вижницького району Чернівецької області — 1972) — український скульптор, лікар.

## Біографія
Шевчукевич народився 1902 року в селі Виженка. Його батько був ткачем, а мати збирала лікарські трави та допомагала людям у лікуванні різних хвороб.
Закінчивши 1913 року початкову школу у Виженці та 1921 року гімназії у Вижниці, Опанас вступає спочатку на юридичний факультет Чернівецького університету. Потім виїздить до Відня, де 1922 року починає навчання у вищій ветеринарній школі. Вже через рік переводиться на медичний факультет Берлінського університету.
Усі роки навчання буковинець дуже бідує — мусить допомагати собі сам, даючи уроки та продаючи свої фігурки, які почав ліпити ще у гімназії. Навчання продовжує у Фрайбурзі на півдні Німеччини, де для його здоров'я був найкращий клімат. У всіх цих західних містах Шевчукевич відвідує бібліотеки, слухає лекції з філології та теорії мистецтва. Але найбільше його заполонила медицина. 1924 року він зізнається: «находжу в медицині чимраз більше приємності й інтересу».
Під час навчання хлопець знайомиться з німецькою художницею, графіком та скульптором Кете Кольвіц, яка підтримує його у творчій праці.
1929 року Шевчукевич захищає наукову дисертацію та стає кандидатом медицини, а 1930 року працює лікарем-практиком у лікарні Норберта у Берліні. Але через загальну кризу він втрачає роботу, тож змушений повертатися додому.
1931 року в Чернівцях Шевчукевич потрапляє до румунської в'язниці за ухиляння від служби в румунській армії. Тут його так сильно побили, що він втратив око.
1933 року Шевчукевич змушений складати іспит з медицини румунською мовою в Бухаресті, щоб мати право працювати лікарем. Після цього відкриває приватний кабінет на вулиці Руській.
Увесь цей час Шевчукевич не полишає мистецької роботи: пише вірші, статті на етнографічні теми (про гуцулів), рецензії на вистави в театрі, книги, видання. Публікації з'являються у газеті «Час», німецьких часописах, навіть у берлінській дитячій газеті «Кіндерлянд».
1940 року лікар Шевчукевич стає завідувачем обласного будинку санітарної освіти, одночасно ліпить скульптури письменників, серед яких і Ольги Кобилянської.
1941 року повертаються румуни. За співпрацю з радянською владою лікаря-митця знов заарештовують, вдаються до фізичних знущань.
Від 1944 року, після приходу на Буковину радянських військ, Шевчукевич працює в обласному будинку санітарної освіти, викладачем на кафедрі фармакології Чернівецького медінституту. Та лікування травами, яким захоплювався лікар Шевчукевич, було тоді не в моді. Тому він знов повертається до практичної роботи — у відділ медичної статистики обласного відділу охорони здоров'я.
1958 року Чернівецький обласний будинок народної творчості звернувся у Київ з проханням прийняти у члени Спілки художників УРСР здібного самодіяльного скульптора Шевчукевича, у якого було понад 400 праць — фігурок звірят, химер, портретів видатних людей. Але у цьому було відмовлено.
Шевчукевич помер 1972 року. Його поховали на Руському кладовищі в Чернівцях.

## Твори
- Станкова скульптура «Жебрак» (1925).
- Скульптурні портрети:
  - Кете Кольвіц (1928)
  - Івана Бажанського,
  - Михайла Івасюка (1957–1958),
  - Ольги Кобилянської (1962–1963),
  - Тараса Шевченка (1963),
  - Володимира Затонського (1969–1970),
  - Михайла Драгоманова (1970).